# Бешуков, Сергей Асланович
Сергей Асланович Бешуков (1 апреля 1971 — 8 июня 2024) — советский и российский шахматист, гроссмейстер (1994). Обладатель полного комплекта наград командного чемпионата России — чемпион (1999) и призёр (1998, 2000).
Победитель международных турниров[когда?]. Международный организатор ФИДЕ (2019), арбитр ФИДЕ (2018), спортивный судья Всероссийской категории по шахматам (2017)
Президент Сочинской городской физкультурно-спортивной общественной организации «Шахматная федерация» (2018).
Умер 8 июня 2024 года после тяжёлой продолжительной болезни в возрасте 53 лет.

## Спортивные результаты
| Год  | Город     | Турнир                   | + | − | = | Результат | Место |
| ---- | --------- | ------------------------ | - | - | - | --------- | ----- |
| 1991 | Смоленск  | чемпионат РСФСР          | 2 | 7 | 4 | 4 из 13   | 14    |
| 1994 | Элиста    | 47-й чемпионат России    | 2 | 2 | 7 | 5½ из 11  | 24—31 |
| 1996 | Элиста    | 49-й чемпионат России    | 4 | 4 | 3 | 5½ из 11  | 25—31 |
| 1999 | Москва    | 52-й чемпионат России    |   |   |   | из        |       |
| 2001 | Элиста    | 54-й чемпионат России    | 3 | 3 | 3 | 4½ из 9   | 27—37 |
| 2002 | Краснодар | 55-й чемпионат России    | 2 | 5 | 2 | 3 из 9    | 45—47 |
| 2018 | Latschach | 34. Faaker See Open 2018 | 8 | 0 | 1 | 8,5 из 9  | 1     |